# Кумберг
Кумберг (нем. Kumberg) — ярмарочная община (нем. Marktgemeinde) в Австрии, в федеральной земле Штирия. Входит в состав политического округа Грац-Умгебунг.
Население составляет 3909 человек (на 2021 год). Занимает площадь 29.27 км².

## Политическая ситуация
Бургомистр общины — Франц Грубер (нем. Franz Gruber , АНП) по результатам выборов 2000 года.
Совет представителей общины (нем. Gemeinderat) состоит из 21 места.
- АНП занимает 13 мест.
- Зелёные занимают 4 места.
- Список граждан Кумберга занимает 3 места.
- СДПА занимает 1 место.